# James Flynn (szermierz)
James Hummitzsch Flynn (ur. 8 sierpnia 1907 w Paterson, zm. 15 sierpnia 2000 w West Orange) – amerykański szablista, brązowy medalista olimpijski.
Na igrzyskach olimpijskich w Londynie w 1948 roku Amerykanie w składzie: Norman Cohn-Armitage, George Worth, Tibor Nyilas, Dean Cetrulo, Miguel de Capriles i James Flynn wywalczyli drużynowo brązowy medal. W zawodach indywidualnych nie startował. Był to jego jedyny start olimpijski.
Nie zdobył medalu mistrzostw świata.